# Rue Sainte-Croix-de-la-Bretonnerie
Rue Sainte-Croix-de-la-Bretonnerie je ulice v Paříži ve 4. obvodu. Jedná se o jednu z nejstarších ulic ve čtvrti Marais, protože existuje již od 13. století. Ulice je od 80. let 20. století centrem gay života v Paříži.

## Historie
Byla otevřena jako prodloužení ulice Rue Saint-Merri. V roce 1232 je zmiňována jako Rue de Lagny nebo také Rue de la Grande-Bretonnerie, protože se rozkládala na místě zvaném Champ-aux-Bretons, které bylo lénem abbého Saint-Pierre de Lagny. V roce 1258 se sem přestěhoval řád křižovníků, kteří se podíleli na ochraně města. Rychle se stali jednou z nejbohatších komunit v Marais. Jejich převorství Sainte-Croix-de-la-Bretonnerie bylo uzavřeno na konci vlády Ludvíka XVI. a zbouráno během Francouzské revoluce. Na jeho místě vzniklo náměstí stejného jména. V roce 1314 získala ulice svůj dnešní název právě podle křižovníků.
V ulici se dochovalo několik krásných domů a malých městských paláců postavených v 17. a 18. století. K historicky nejcennějším patří domy č. 13, 15–19, 22, 24, 26, 35, 36 a 48.
- v č. 7 se nachází Théâtre du Point-Virgule
- v č. 16 bydlel astronom Joseph Jérôme Lefrançois de Lalande
- v č. 20 v paláci ze 17. století sídlila v letech 1840–1860 radnice 7. obvodu (jeden z 12 bývalých obvodů), po nové správní organizaci zde byla až do roku 1868 radnice 4. obvodu
- v č. 37 v bývalé lékárně byla v roce 1853 založena značka čokolády Menier
- v č. 47 je věžička z roku 1610